# パウル・ハルトマン
パウル・ハルトマン（ドイツ語: Paul Hartmann, 1889年1月8日 - 1977年6月30日）は、ドイツの俳優。

## 出演作品
- 謀略戦線
- 晩春の曲
- 勲功十字章
- トンネル
- Ｆ・Ｐ１号応答なし
- 思ひ出
- フォーゲルエート城
- デセプション（ヘンリー・ノリス卿）